# Jakub IV. Skotský
Jakub IV. (17. března 1473 – 9. září 1513) byl skotský král, který vládl v letech 1488–1513; syn skotského krále Jakuba III. a Markéty Dánské, manžel anglické princezny Markéty Tudorovny, otec skotského krále Jakuba V. a dědeček skotské královny Marie Stuartovny. Je všeobecně považován za nejúspěšnějšího skotského vládce z rodu Stuartovců. Jakub IV. padl v bitvě u Floddenu a stal se tak posledním panovníkem na britských ostrovech, který byl zabit v boji.

## Počátek vlády
Když byl jeho nepopulární otec Jakub III. zabit v bitvě u Sauchieburnu 11. června 1488, patnáctiletý Jakub byl dosazen na trůn a 24. června 1488 ve Scone korunován skotským králem. Rebelové, kteří jeho otce porazili u Sauchieburnu, s Jakubem pravděpodobně zacházeli jako s loutkou. Rychle však dokázal, že má panovnické vlohy. Porazil povstání v roce 1489, začal se přímo zajímat o vykonávání spravedlnosti a roku 1493 konečně získal pod kontrolu i Johna McDonalda II., lorda Ostrovů.
Jakub měl velmi dobré vzdělání a tvrdilo se, že plynule hovořil skotsky, anglicky, skotskou gaelštinou, latinsky, francouzsky, německy, italsky, vlámsky, španělsky a dánsky; byl též patronem umělců jako skotského básníka Williama Dunbara, Waltera Kennedyho, Gavina Douglase či Roberta Henrysona. Byl skutečným renesančním princem se zájmem o praktické a vědecké záležitosti. V roce 1506 udělil královskou listinu Univerzitě praktického lékařství v Edinburghu, z edinburského hradu vytvořil jednu z předních britských vojenských sléváren a roku 1505 přivítal založení první skotské tiskárny. Jakub též miloval lodě a věděl, jak je pro Skotsko důležité mít velké loďstvo. Získal 38 lodí a založil dvě nové loděnice. Jeho nejlepší lodí, kterou spustili na vodu roku 1511, byla karaka Michael, největší loď v Evropě, která vážila 1000 tun a byla 240 stop dlouhá.

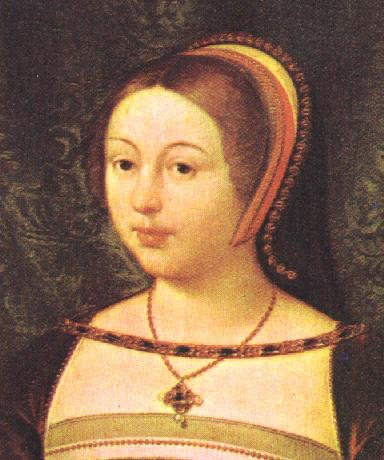
Markéta Tudorovna

## Manželství a potomci
Po určitou dobu podporoval uchazeče o anglický trůn Perkina Warbecka, ale nakonec uznal, že mír mezi Skotskem a Anglií byl v zájmu obou zemí, a tak roku 1502 podepsal dohodu o trvalém míru a 8. srpna 1503 se v Holyroodském opatství v Edinburghu oženil s anglickou princeznou Markétou Tudorovnou, dcerou Jindřicha VII. Měli spolu šest dětí, dospělosti se dožil jediný syn, budoucí skotský král. 
- 1. Jakub (21. 2. 1507 Holyrood – 27. 2. 1508 Stirling), vévoda z Rothesay[1]
- 2. mrtvě narozená dcera (*/† 15. 7. 1508 Holyrood)[2]
- 3. Artur (20. 10. 1509 Holyrood – 14. 7. 1510), vévoda z Rothesay[3]
- 4. Jakub V. Skotský (10. 4. 1512 Linlithgow – 14. 12. 1542 Falkland), skotský král od roku 1513 až do své smrti[4][5]
I. ⚭ 1537 Magdalena z Valois (10. 8. 1520 Saint-Germain-en-Laye – 7. 7. 1537 Edinburgh)[6][7]
II. ⚭ 1538 Marie de Guise (22. 11. 1515 Bar-le-Duc – 11. 6. 1560 Edinburgh)[8][9]
- 5. mrtvě narozený syn (*/† listopad 1512 Holyrood)[10]
- 6. Alexandr (30. 4. 1514 Stirling – 18. 12. 1515 tamtéž), vévoda z Rossu, narozen jako pohrobek[11]

Kromě legitimních potomků měl Jakub IV. i sedm nemanželských dětí se čtyřmi různými milenkami. S Janet Kennedyovou měl syna Jakuba Stewarta, 1. hraběte z Moray, a dvě další děti, které se nedožily dospělosti. S Marion Boydovou měl syna Alexandera, arcibiskupa ze St. Andrews, a dceru Kateřinu Stewartovou, která se vdala za Jamese Douglase, 3. hraběte z Mortonu. S Markétou Drummondovou měl dceru Markétu a s Isobel (nebo Agnes) Stewartovou, dcerou Jamese Stewarta, 1. hraběte z Buchanu, měl dceru Janet, která byla milenkou francouzského krále Jindřicha II.

## Neshody s Anglií
Když vypukla válka mezi Anglií a Francií jako výsledek „italských válek“ (1494–1559), Jakub se ocitl ve velmi těžké pozici, protože jeho závazky k Staré alianci (a tím i k Francii) se dostaly do konfliktu se závazky z roku 1502, které měl k Anglii. Nový anglický král Jindřich VIII. Tudor se v roce 1513 pokusil o invazi do Francie a Jakub zareagoval vyhlášením války Anglii.
Předpokládal, že nepřítomnost Jindřicha VIII. pro něj bude výhodou, ale místo toho ho spolu s mnohými jeho vojáky čekala smrt. Ničivou bitvou u Floddenu, která se odehrála v září 1513, skončilo zapojení Skotska do války cambraiské ligy.

## Smrt
Tělo, které považovali za Jakubovo, bylo přemístěno z bitevního pole a převezeno do Londýna, kde bylo pochováno. Protože byl exkomunikován, zakonzervované tělo položili nepochované na mnoho let do kláštera v Sheenu v Surrey, odkud se během reformace ztratilo. Jakubův plášť potřísněný krví byl poslán Jindřichovi VIII. do Anglie (a potom do Francie k jeho výpravě).

## Odkaz
Jakubovo rozhodnutí napadnout Anglii je často považováno za neuvážené. Jeho smrt nepochybně vedla k dlouhotrvající politické nestabilitě ve Skotsku. Existují legendy, které tvrdí, že Jakub přežil a odešel do exilu, nejsou však podložené žádnými důkazy.
Jakub IV. je významný pro skotskou historii mj. tím, že byl posledním králem, který ovládal skotskou gaelštinu.

## Vývod z předků
|                     |                               |  |                         |                                        |  |  |  |  |  |  |  | Robert III. Skotský |
|                     |                               |  |                         |                                        |  |  |  |  |  |  |  |                     |
|                     | Jakub I. Skotský              |  |                         |                                        |  |  |  |  |  |  |  |                     |
|                     |                               |  |                         |                                        |  |  |  |  |  |  |  |                     |
|                     |                               |  |                         | Anabella Drummondová                   |  |  |  |  |  |  |  |                     |
|                     |                               |  |                         |                                        |  |  |  |  |  |  |  |                     |
|                     | Jakub II. Skotský             |  |                         |                                        |  |  |  |  |  |  |  |                     |
|                     |                               |  |                         |                                        |  |  |  |  |  |  |  |                     |
|                     |                               |  |                         | Jan Beaufort, 1. hrabě ze Somersetu    |  |  |  |  |  |  |  |                     |
|                     |                               |  |                         |                                        |  |  |  |  |  |  |  |                     |
|                     | Johana Beaufortová            |  |                         |                                        |  |  |  |  |  |  |  |                     |
|                     |                               |  |                         |                                        |  |  |  |  |  |  |  |                     |
|                     |                               |  |                         | Markéta Hollandová                     |  |  |  |  |  |  |  |                     |
|                     |                               |  |                         |                                        |  |  |  |  |  |  |  |                     |
|                     | Jakub III. Skotský            |  |                         |                                        |  |  |  |  |  |  |  |                     |
|                     |                               |  |                         |                                        |  |  |  |  |  |  |  |                     |
|                     |                               |  |                         | Jan II. z Egmondu                      |  |  |  |  |  |  |  |                     |
|                     |                               |  |                         |                                        |  |  |  |  |  |  |  |                     |
|                     | Arnold z Guelders             |  |                         |                                        |  |  |  |  |  |  |  |                     |
|                     |                               |  |                         |                                        |  |  |  |  |  |  |  |                     |
|                     |                               |  |                         | Marie van Arkel]                       |  |  |  |  |  |  |  |                     |
|                     |                               |  |                         |                                        |  |  |  |  |  |  |  |                     |
|                     | Marie z Guelders              |  |                         |                                        |  |  |  |  |  |  |  |                     |
|                     |                               |  |                         |                                        |  |  |  |  |  |  |  |                     |
|                     |                               |  |                         | Adolf I. Klevský                       |  |  |  |  |  |  |  |                     |
|                     |                               |  |                         |                                        |  |  |  |  |  |  |  |                     |
|                     | Kateřina Klevská              |  |                         |                                        |  |  |  |  |  |  |  |                     |
|                     |                               |  |                         |                                        |  |  |  |  |  |  |  |                     |
|                     |                               |  |                         | Marie Burgundská                       |  |  |  |  |  |  |  |                     |
|                     |                               |  |                         |                                        |  |  |  |  |  |  |  |                     |
| 'Jakub IV. Skotský' |                               |  |                         |                                        |  |  |  |  |  |  |  |                     |
|                     |                               |  |                         |                                        |  |  |  |  |  |  |  |                     |
|                     |                               |  | Kristián V. Oldenburský |                                        |  |  |  |  |  |  |  |                     |
|                     |                               |  |                         |                                        |  |  |  |  |  |  |  |                     |
|                     | Dětřich Oldenburský           |  |                         |                                        |  |  |  |  |  |  |  |                     |
|                     |                               |  |                         |                                        |  |  |  |  |  |  |  |                     |
|                     |                               |  |                         | Agnes z Hohnsteinu                     |  |  |  |  |  |  |  |                     |
|                     |                               |  |                         |                                        |  |  |  |  |  |  |  |                     |
|                     | Kristián I. Dánský            |  |                         |                                        |  |  |  |  |  |  |  |                     |
|                     |                               |  |                         |                                        |  |  |  |  |  |  |  |                     |
|                     |                               |  |                         | Gerhard VI. Holštýnsko-Rendsburský     |  |  |  |  |  |  |  |                     |
|                     |                               |  |                         |                                        |  |  |  |  |  |  |  |                     |
|                     | Helvig Holštýnsko-Rendsburská |  |                         |                                        |  |  |  |  |  |  |  |                     |
|                     |                               |  |                         |                                        |  |  |  |  |  |  |  |                     |
|                     |                               |  |                         | Kateřina Alžběta Brunšvicko-Lüneburská |  |  |  |  |  |  |  |                     |
|                     |                               |  |                         |                                        |  |  |  |  |  |  |  |                     |
|                     | Markéta Dánská                |  |                         |                                        |  |  |  |  |  |  |  |                     |
|                     |                               |  |                         |                                        |  |  |  |  |  |  |  |                     |
|                     |                               |  |                         | Bedřich I. Braniborský                 |  |  |  |  |  |  |  |                     |
|                     |                               |  |                         |                                        |  |  |  |  |  |  |  |                     |
|                     | Jan Braniborsko-Kulmbašský    |  |                         |                                        |  |  |  |  |  |  |  |                     |
|                     |                               |  |                         |                                        |  |  |  |  |  |  |  |                     |
|                     |                               |  |                         | Alžběta Bavorsko-Landshutská           |  |  |  |  |  |  |  |                     |
|                     |                               |  |                         |                                        |  |  |  |  |  |  |  |                     |
|                     | Dorotea Braniborská           |  |                         |                                        |  |  |  |  |  |  |  |                     |
|                     |                               |  |                         |                                        |  |  |  |  |  |  |  |                     |
|                     |                               |  |                         | Rudolf III. Saský                      |  |  |  |  |  |  |  |                     |
|                     |                               |  |                         |                                        |  |  |  |  |  |  |  |                     |
|                     | Barbara Sasko-Wittenberská    |  |                         |                                        |  |  |  |  |  |  |  |                     |
|                     |                               |  |                         |                                        |  |  |  |  |  |  |  |                     |
|                     |                               |  |                         | Anna Míšeňská                          |  |  |  |  |  |  |  |                     |
|                     |                               |  |                         |                                        |  |  |  |  |  |  |  |                     |